# Херодот
Херодот (грчки: Ἡρόδοτος, 484. п. н. е. ― око 425. п. н. е.) је антички грчки писац и „отац историје”.

## Биографија
Према античким сведочанствима, Херодот се родио у Халикарнасу, грчкој колонији на малоазијској обали. Био је у сродству с познатим епским песником Панијазисом, с којим је учествовао у побуни против халикарнашког тиранина Лигдамида. Због тога је морао и Херодот да оде с члановима своје породице у прогонство на острво Самос. Ту је вероватно боравио дуже време, јер добро познаје острво и његову историју. Након свргавања Лигдамида с власти, Херодот се вратио у домовину, али колико је у њој боравио, не зна се поуздано. Сматра се да је између повратка у Халикарнас и одласка у град Туриј у Јужној Италији, предузео своја позната велика путовања те да је боравио у Атини, која му је постала другом домовином. У Атини је добио најважније податке за своје дело о Грчко-персијским ратовима. Свим је срцем пристао уз Периклову политику и стекао је у Атини много угледних пријатеља. Периклово пријатељство било је највероватније и повод да се Херодот придружи атинским колонистима који су 444―443. п. н. е. на Периклову иницијативу отишли у јужну Италију да на месту разоренога Сибариса подигну нови град који су назвали Туриј. Ту се Херодот, живећи у миру, посветио писању своје историје, којом је желео прославити Атину као спаситељицу Грчке и истаћи заслуге које је тај град стекао у борби за ослобођење целе Грчке од персијске власти.
О времену Херодотове смрти нема поузданих података, па се то време приближно одређује на основу података у његовом делу, где видимо да је доживео Пелопонески рат (441. п. н. е.), али не зна за сицилијски пораз (415―413. п. н. е.). По томе се закључује да је умро између 430. и 424. п. н. е. Премда се као места његове смрти помињу Атина, Туриј и Пела у Македонији, ипак је највероватније да је умро у Турију.
Најважнији догађаји у Херодотовом животу свакако су његова велика путовања, па се и читаво његово историјско дело углавном заснива на ономе што је на тим путовањима видео и сазнао. Пропутовао је читаву Грчку и обишао је места где су се водиле знамените битке с Персијанцима. Најзначајнија су ипак три његова путовања. Прво је путовање на север, у Скитију и Тракију, када је дошао до Црнога мора, где је посетио многа грчка насеља. Прешао је и у скитску земљу и најдуже се задржао у милетској колонији Олбији. Друго је било путовање на југ, у Египат, који је на Херодота оставио веома снажан утисак. У Египту је добијао податке од свештеника, посебно оних у Мемфису, Теби, Хелиополису и Саису. Прошао је доњи и средњи Египат и стигао до острва Елефантине у горњем Египту. Треће је путовање на исток, у Азију, где је упознао две велике културе: персијску и вавилонску.
Херодот је, дакле, пропутовао већи део тада познатог света. Од његових су путовања велику корист имале посебно географија, етнографија и историја. Он је на својим путовањима не само много тога научио, него је стекао способност да упоређује стране обичаје и културу с грчким обичајима и културом, те да из тих поређења извлачи закључке. На путовањима је скупио огромну грађу којом се послужио при писању приповести (λόγοι) о варварским земљама. Те је приповести на свом путу по Грчкој јавно читао у већим градовима.

## Дело
Своју историју зове Херодот ἱστορίης ἀπόδεξις, тј. приповедање (излагање) онога што је испитивањем сазнао. У антици су његово дело наводили под именом Ιστορίαι (Повести или Приповести), а ми га данас називамо једноставно ― Историја. У александријско доба дело је било подељено на девет књига, које су назване именима девет Муза.
У прве четири књиге своје историје писац излаже догађаје који су претходили Грчко-персијским ратовима. Након увода, у којем говори о легендарним узроцима сукоба између Грка и варвара, описује историју Лиђана, коју прекида екскурсима о историји Атине и Спарте. Затим наставља историју Лидије и говори како је Кир Старији победио Креза и покорио Лидију. Том приликом приповеда о Међанима и Персијанцима, а на крају о Кировом освајању Вавилона. Кад год спомене неки народ, Херодот описује и знаменитости њихове земље и народне обичаје. Подаци о Египту заузимају целу другу књигу. У трећој књизи писац приказује Камбизов поход на Египат, поход на Етиопљане и Амоњане, смрт Камбизову, власт лажнога Смердиса, Даријев долазак на власт и пад самоског владара Поликрата. Осим тога, говори о унутрашњем уређењу персијске државе и подели на двадесет сатрапија, а на крају књиге о побуни Вавилоњана и поновном освајању Вавилона од стране Дарија. У четвртој књизи приказује се Даријево ратовање против Скита. Овде Херодот говори и о земљама и народима на северној страни Црног мора. Будући да су Персијанци у исто време припремали и други поход да заузму северну Африку, писац описује и историју града Кирене и северне Либије. У петој књизи приказује се персијско освајање Тракије и Македоније. На то се надовезује историја јонског устанка под вођством Аристагоре, који је помоћ потражио од Атине и Спарте. Ту Херодот наставља историју Атине и Спарте, коју је прекинуо у првој књизи. Спарта одбија Аристагорину молбу за помоћ, али Атина и Еретрија помажу јонски устанак, који се ипак завршио неуспехом. У шестој књизи приказује се Даријево припремање осветничког рата против Грчке јер је помагала јонски устанак. Први се поход под вођством Даријевог зета Мардонија изјалови јер је персијска флота настрадала у олуји код Атоса. У другом походу, који су предводили Датис и Артафрен, буду Персијанци поражени код Маратона. Успут Херодот излаже и историју спартанских краљева и Алкмеонида у Атини. У седмој књизи приповеда се о Даријевој смрти и о доласку на власт Ксеркса који спрема велику војску против Грчке. Набрајају се племена и народи од којих је била састављена огромна Ксерксова војска. Затим се приказује пут Ксерксове војске кроз Азију, прелаз преко Хелеспонта и долазак до границе Тесалије и грозничаво припремање Грка на отпор. Та се књига завршава битком код Термопила. У осмој књизи излаже се битка код рта Артемисија, долазак Персијанаца на Еубеју, у Фокиду, Делфе и у Атику, затим заузимање Атине, сакупљање и саветовање Грка код острва Саламине, а на крају се налази битка код Саламине и Ксерксов повратак у Азију. У деветој књизи описује се Мардонијево ратовање по Грчкој. Последњи догађаји које Херодот помиње јесу заузимање Сеста, врло јаког утврђења на Херсонесу, и убиство Артаикта, Ксерксовог намесника у херсонеској сатрапији.
Херодот је, пропутовавши исток и запад, добро уочио велике разлике између та два дела света, тј. између Азије и Европе, а посебно између Грка и Персијанаца. На једној страни видео је скроман, једноставан и трезвен живот, а на другој велику раскош и похлепу за туђим. Осим тога, запазио је и оштру супротност друштвено-политичких схватања, која су такође доприносила сукобу истока и запада: на истоку је нпр. постојао принцип апсолутне власти и ропска покорност владару, а на западу принцип слободе и слободан живот у самосталној народној држави. Тако је Херодот своју Историју засновао на супротности између истока и запада, која је пак довела до борбе, тј. до Грчко-персијских ратова. Ова главна тема служи Херодоту као оквир у који он на прикладним местима умеће приповести о различитим земљама и народима, дајући драгоцене географске и етнографске податке. Осим тога, уплео је у своју историју и много грчких и источњачких народних прича, новела и анегдота којима обилују посебно прве четири књиге. Испод основне теме и споредних приповести назире се пак тенденција с којом је Херодот своје дело написао: да, наиме, прослави Атину као спаситељицу целе Грчке и истакне њене заслуге за ослобођење свих Грка.
Кад Херодот наводи изворе своје историје, он разликује оно што је сам видео (ὄψις), оно што је чуо (ἀκοή), оно што је испитивањем од других сазнао (ἱστορίη), те оно што према свом мишљењу сматра истинитим (γνώμη). Премда нигде не искривљује намерно историјске чињенице, опет је научна страна његове историје мала и у приличној мери архаична. Он верује у снове и пророчанства, а покретне снаге историјских збивања у крајњој линији види у натприродним силама. Херодот сматра да светом управља божанство које се непрекидно меша у људске послове. Свака несрећа која задеси некога последица је или кривица тог човека или његових предака. Али веома је често узрок несреће и превелика срећа јер богови завидно пазе и кажњавају свакога ко би хтео да прескочи природну границу снаге и среће. То је завист богова (φθόνος θεῶν), коју Херодот сматра покретном снагом историјских збивања. Тако је нпр. и Ксерксов пораз божја казна, управо као и у Есхиловој трагедији Персијанци. Такво схватање историје даје Херодотовом приповедању дозу наивности, а то је вероватно и разлог што у своје дело уноси много легендарних и анегдотских података.
Херодотово излагање ипак се одликује великом савесношћу и истинољубивошћу. Он се труди да продре до истине, али је не достиже увек у пуној мери јер је врло често био упућен само на усмене изјаве непоузданих саговорника. Стајале су му на путу до истине и предрасуде времена у којем је живео, недовољна критичност према прибављеним подацима те веома слабо војничко и политичко знање и искуство. Он додуше покушава да се критички постави према предаји, али се његова критичност заснива на субјективном осећању, а не на строго научним и објективним разлозима. То се види из начела његове критике, коју је формулисао у ВИИ, 152: »Ја морам да приповедам оно што се проповеда, али у то никако не морам да верујем, и ово нека вреди за сваку моју приповест«.
И поред свих недостатака, Херодот далеко премашује своје претходнике ― јонске логографе, који хронолошким редом приказују или родословља (генеалогије) митских јунака или историју својих родних градова од митских времена до свога доба. Насупрот њима, Херодот сакупља огроман историјски материјал који се односи на недавну прошлост и сређује га око јединствене теме, око борбе Азије и Европе, стварајући тако прво општеевропско историјско дело.
Посебан значај Херодотовог дела састоји се у томе што у њему налазимо много података о историји Грка и многих других античких народа. Осим тога, драгоцени су његови прилози из културне историје. Тиме што је у своју историју поред политичких и ратних догађаја уврстио и податке из културне историје, надмашио је и свога наследника Тукидида, највећег грчког историчара. Истинитост многих Херодотових података потврдила су нововековна историјска истраживања и археолошка ископавања у Малој Азији.
Своју историју Херодот је написао у јонском дијалекту, који је тада био језик грчке прозе. У језику се, дакле, повео за својим претходницима, јонским логографима, али његов језик није чисто јонски јер у њему налазимо, поред много старојонских елемената из Хомера, и других песничких израза и атицизама. Према томе, Херодот је створио вештачки јонски језик који су називали »шарена јонштина« (Ἰάς ποικίλη). Херодотов стил одликује се једноставношћу и јасноћом, те се може упоредити са стилом народних приповедака. Херодотово приповедање одвија се мирно, без жестине или страсти. Пластичност сликања, жива карактеризација и јасан стил чине Херодота великим мајстором приповедања, што је нарочито видљиво у новелистичким деловима његове историје.
Херодот је први створио дело на основу сопствених истраживања и први је је схватио и дефинисао историју као ιστορίης ἀπόδεξις, тј. приповедање, разлагање истраживања. Одбацио је митолошке традиције својих претходника и посветио се правој историјској традицији описујући готово себи савремене догађаје. Због тога му је до данас остао назив pater historiae (»отац историје«), који му је дао још Цицерон.